# Demetrio Sodi
Demetrio Javier Sodi de la Tijera (Mexico-Stad, 25 september 1944) is een Mexicaans politicus en ondernemer.
Sodi studeerde administratie aan de Ibero-Amerikaanse Universiteit en aan Harvard University. Hij sloot zich aan bij de Institutioneel Revolutionaire Partij (PRI) en vervulde verschillende publieke functies, waaronder voorzitterschap van de voedseldistributie in Mexico-Stad, en leidde enige tijd de supermarktketen Aurrerá. Hij werd in 1988 in de Kamer van Afgevaardigden gekozen. In 1994 stapte hij uit de PRI en sloot hij zich aan bij de Partij van de Democratische Revolutie (PRD) waarvoor hij in 1997 nog eens als afgevaardigde werd gekozen. Van 2000 tot 2006 had hij zitting in de Kamer van Senatoren.
In 2005 stapte hij uit de PRD en stelde zich kandidaat voor de burgemeestersverkiezingen in Mexico-Stad. Hij werd gesteund door de Nationale Actiepartij (PAN), doch werd geen lid van die partij. Sodi haalde 27,7% van de stemmen, twintig procent minder dan Marcelo Ebrard van de PRD. Van 2009 tot 2012 was hij burgemeester van de gemeente Miguel Hidalgo in Mexico-Stad namens de PAN.
Sodi is de oom van de zangeres Thalía.